# Georg Haas von Hasenfels

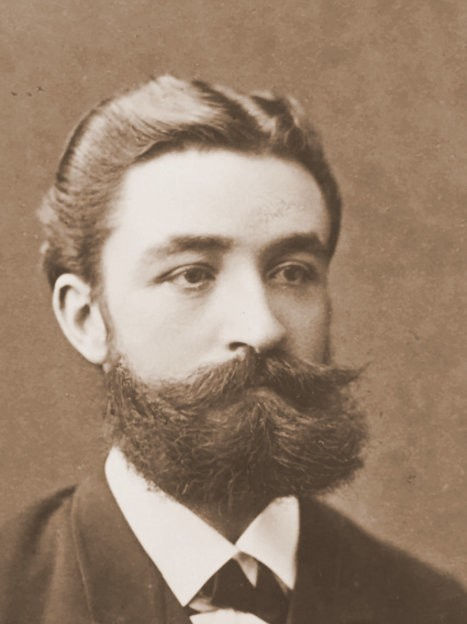
Georg Freiherr Haas von Hasenfels

Georg Karl Augustin Haas von Hasenfels (* 6. Dezember 1841 in Steinhof; † 29. November 1914 auf Schloss Mostau, Westböhmen) war ein Großindustrieller in der Österreich-Ungarischen Monarchie.

## Biografie

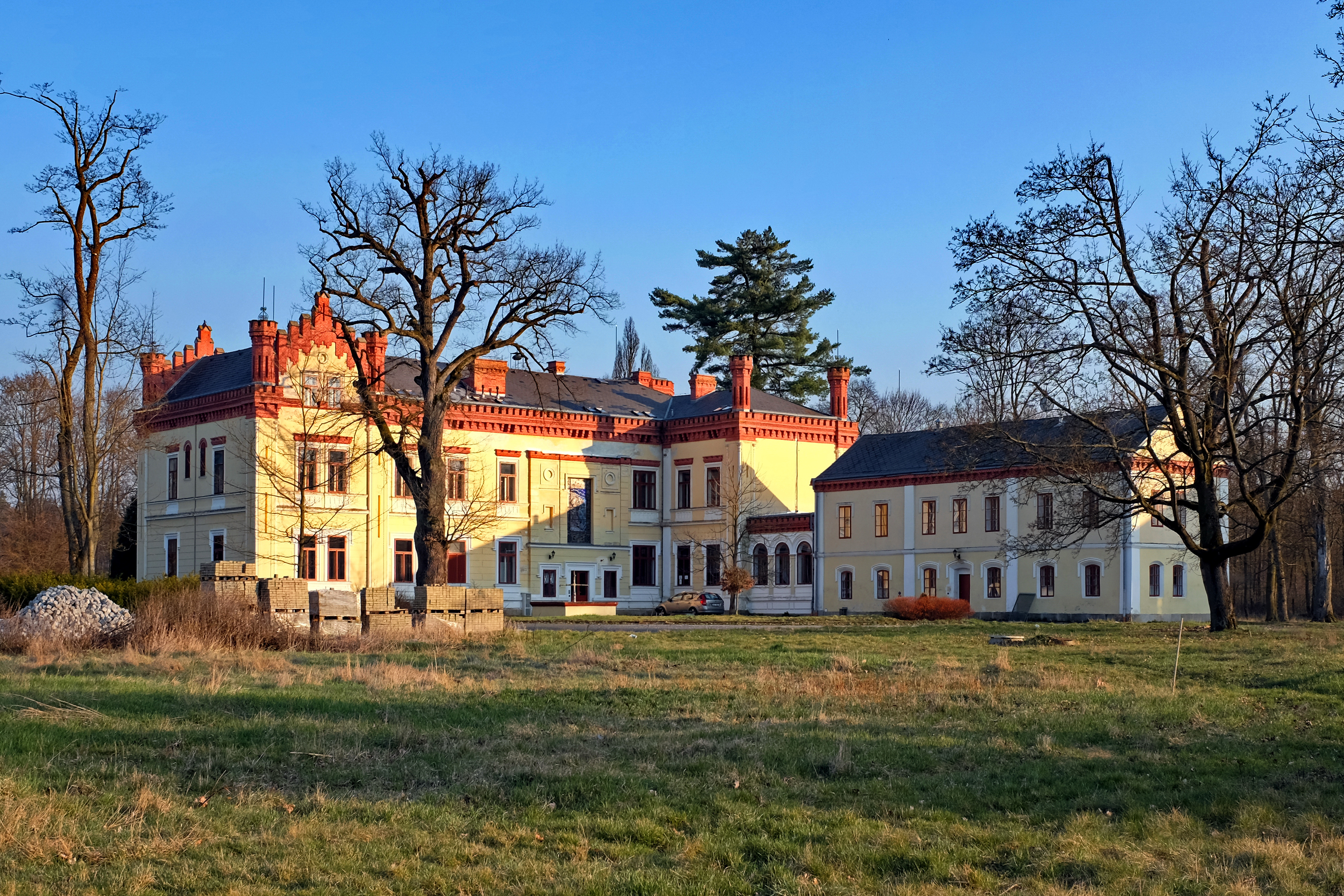
Schloss Mostau

Georg Freiherr Haas von Hasenfels war ein Sohn des Grundbesitzers August Eusebius Haas (* 1804 in Schlaggenwald; † 1871 in Prag), welcher im Jahre 1836 mit dem Arzt Johann Georg Lippert (* 1771 in Schlaggenwald; † 1843 ebenda) durch ein Regierungs-Privileg ermächtigt wurde, aus der im Jahre 1793 unter der Bezeichnung „Paulus-Porzellan“ begonnenen Porzellanherstellung in Schlaggenwald in Westböhmen die Firma „Haas & Lippert“ aufzubauen. Seine Mutter Josepha Elisabeth Rosalia Haas geb. Hell (* 1813 in Wien; † 1891 in Prag) war die Tochter des k. k. privilegierten Wiener Seidenfabrikanten Georg Hell. Sein Großvater väterlicherseits, der Bergmeister Wenzel Haas (* 1770 in Platten; † 1830 in Schlaggenwald) fungierte seit 1808 als Gesellschafter Lipperts. Im Jahre 1840 kaufte August Eusebius Haas das Gut Königsberg an der Eger und übergab im Jahre 1867 die Firma in Schlaggenwald an seinen Sohn Georg Haas (seit 1899 Georg Haas von Hasenfels, seit 1908 Freiherr Haas von Hasenfels) und seinen Neffen Johann Baptist Czjzek (seit 1899 Johann Czjzek von Smidaich). Die Firma, nunmehr „Haas & Czjzek“, wurde unter ihrer Leitung ein bedeutendes Unternehmen zur Produktion von Porzellan in Böhmen mit Absatzmärkten in Österreich-Ungarn.

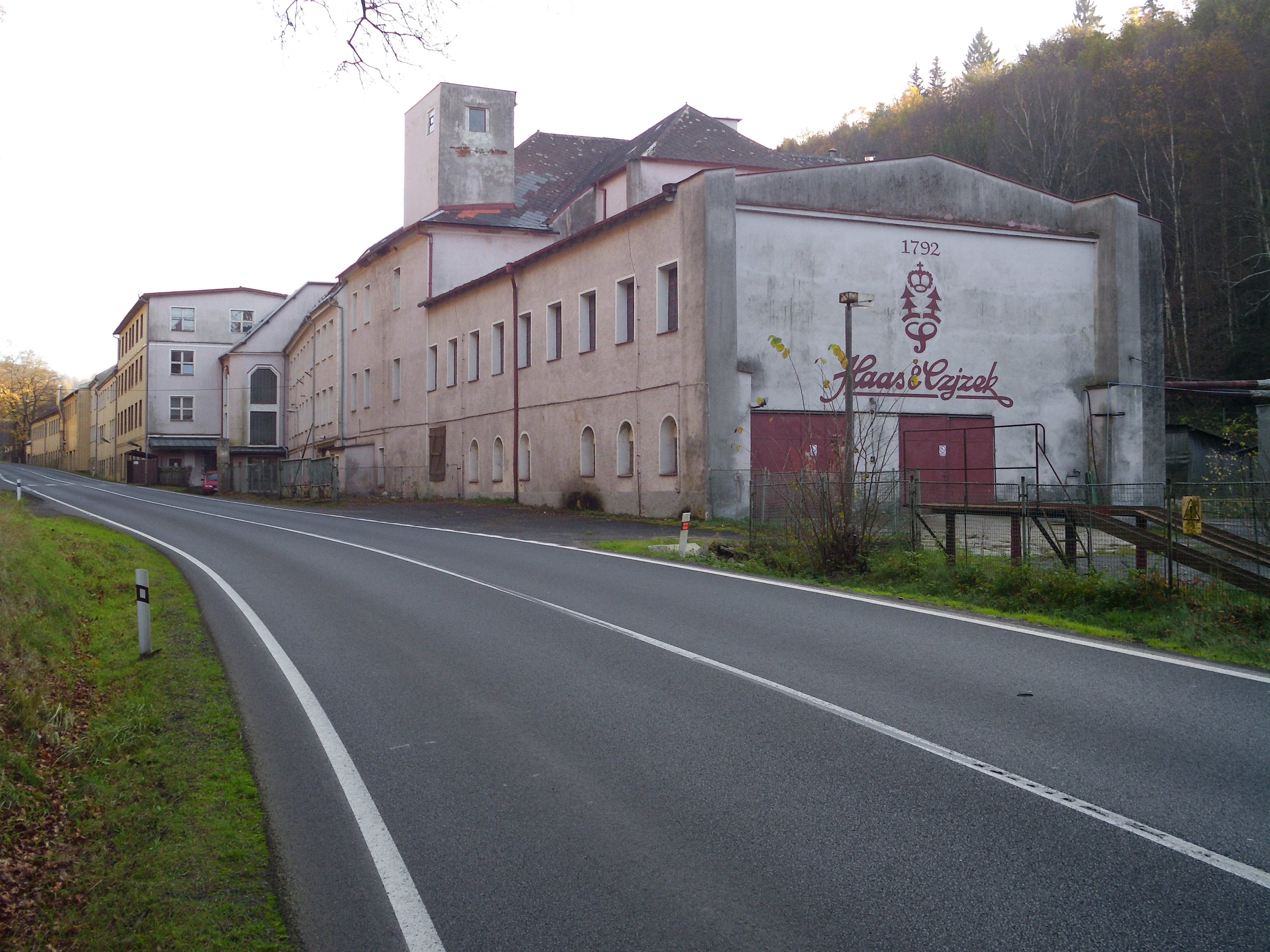
Fabrikgebäude in Horní Slavkov

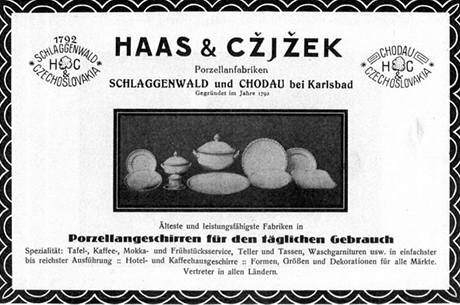
Werbeanzeige der Porzellanfabrik Haas & Cžjžek

Nach einem Studium der Chemie am Polytechnikum in Wien und der Übernahme der Porzellanfabrik „Haas & Czjzek“ in Schlaggenwald im Jahre 1867 als Miteigentümer, erwarb Georg Haas im Jahre 1871 von Angehörigen der Familie Porges von Portheim die Porzellanfabrik in Chodau bei Karlsbad. Georg Haas und sein Vetter Johann Baptist Czjzek richteten Verkaufsstellen in Prag, Budapest und Wien ein; dort mit dem im Jahre 1882 und 1883 erbauten Warenhaus „Haas & Czjzek“ in der Kärntner Straße und waren Sponsoren kultureller Einrichtungen in Wien. 1886 kaufte Georg Haas das Mustergut und Schloss Mostau bei Elbogen von dem Grafen Thun-Hohenstein´schen Agrarfachmann Anton Emanuel von Komers, setzte die Kultivierung der Landflächen und Förderung des Lebensstandards der dort Ansässigen fort und vereinigte den Besitz mit dem von seinem Vater ererbten, benachbarten Gut Königsberg an der Eger. Nach Erhebung in den Freiherrnstand im Jahre 1908 erwarb Georg Haas Freiherr von Hasenfels im Jahre 1912 in Mähren das Schloss Vöttau, die Burg Zornstein an der Thaya und den dazugehörigen Großgrundbesitz.

## Familie
Georg Haas Freiherr von Hasenfels und seine Ehefrau Olga († 1942 auf Schloss Mostau), Miteigentümerin und offene Gesellschafterin der Porzellanfabrik „Haas & Czjzek“ in Schlaggenwald, hatten den Sohn Georg Haas Freiherr von Hasenfels (* 1876), welcher nach 1921 auf Schloss Vöttau in Mähren seinen Wohnsitz hatte. Als nach Ende des Zweiten Weltkriegs während der Enteignung des Grundbesitzes in der Tschechoslowakei der Besitz in Bítov und der gesamte Besitz der Familie in Böhmen und Mähren verloren ging, nahm sich Georg Haas Freiherr von Hasenfels im Mai 1945 das Leben.

## Ehrungen
- Ritter des Franz-Joseph-Ordens
- Ehrenbürger der Stadt Königsberg an der Eger in Böhmen